# 雅各布·斯捷潘内克
雅各布·斯捷潘内克（捷克語：Jakub Štěpánek，1986年6月20日—），捷克男子冰球运动员，场上位置是守门员。他曾入选2010年冬季奥林匹克运动会捷克男子冰球队名单，但并未上场参赛。